# Радостина Тодорова
Радостина Тодорова е български модел и участничка в конкурс за красота „Мис Вселена България 2015“ и представлява България в конкурса „Мис Вселена 2015“. 

## Личен живот
Радостина Тодорова е родена на 14 април 1995 г. във Враца. Тя е спортистка и модел в София. През 2014 г. печели титлата „Мис Национален отбор“ като представител на Враца. 
Омъжена е за футболиста Георги Костадинов. На 03.08.22 се ражда първата им рожба.

### Назначаване
На 28 октомври 2015 г. Тодорова е назначена за „Мис Вселена България 2015“ от „Бок Стар Моделс“, притежателите на франчайз за Мис Вселена в България. Конкурсът не се провежда поради липса на време в организирането му.
На 20 декември 2015 г. Тодорова се състезава в конкурса Мис Вселена 2015. Тя не успява да се класира на полуфиналите, но винаги ще бъде запомнена от много хора, особено от филипинския народ, за нейния жест на спортсменство, когато помага на победителката да получи отличието.